# Neodkladná opatření
Neodkladná opatření jsou v dědickém řízení opatření soudu (soudního komisaře), jejichž účelem je vyloučení možnosti poškození nebo ztráty majetku, který by podle získaných poznatků měl náležet do pozůstalosti po zůstaviteli. Neodkladným opatřením nepředjímá soud (soudní komisař) otázku, zda dotyčný majetek náleží do pozůstalosti po zůstaviteli, takže se neodkladné opatření může týkat i věci, u níž je vlastnictví zůstavitele pochybné nebo sporné.
V českém právním řádu jsou příkladmo zmíněna tato neodkladná opatření:
- zajištění dědictví
- svěření věci osobní potřeby manželovi zůstavitele nebo jinému členu domácnosti
- prodej věcí, které nelze uschovat bez nebezpečí škody nebo nepoměrných nákladů
- ustanovení správce dědictví nebo jeho části